# قمشكان سفلي
قمشكان سفلي (بالفارسية: قمشکان سفلی) هي قرية تقع في قسم بسطام الريفي (مقاطعة تشايبارة) في إيران. يقدر عدد سكانها بـ 124 نسمة بحسب إحصاء 2016.